# Filip Kaloč
Filip Kaloč (ur. 27 lutego 2000 w Ostrawie) – czeski piłkarz grający na pozycji środkowego pomocnika. Młodzieżowy reprezentant Czech.

## Kariera klubowa

### Młodość i MFK Vítkovice
Kaloč jako siedmiolatek, rozpoczął treningi w MFK Vítkovice, a w 2011 dołączył do Baníka Ostrawa. W sezonie 2018/2019 został włączony do kadry pierwszego zespołu, jednak grał tylko w drużynie młodzieżowej. 21 lutego 2019 został wypożyczony do końca sezonu do swojego pierwszego klubu, MFK Vítkovice, gdzie rozpoczął karierę zawodową, grając w FNL (2. poziom rozgrywkowy). Swój pierwszy mecz rozegrał 9 marca 2019 z FC Hradec Králové, kiedy wszedł na boisko w 66. minucie za Jiří’ego Januškę (wynik końcowy 0:0). W klubie rozegrał 12 meczów, z czego 7 na pozycji środkowego napastnika.

### Baník Ostrawa
30 czerwca 2019 powrócił do Baníka z wypożyczenia. W sezonie 2019/2020 występował naprzemiennie w pierwszym oraz drugim zespole, grającym w MSFL (3. poziom rozgrywkowy). Dla Baníka B zadebiutował 3 sierpnia 2019, w wyjazdowym, zremisowanym 1:1 meczu 1. kolejki Moravskoslezskiej fotbalovej ligi z SFK Vrchoviną. W pierwszej drużynie zadebiutował 28 sierpnia 2019, wychodząc w pierwszym składzie, w wyjazdowym, wygranym 1:3 meczu 2. rundy Pucharu Czech z Sokolem Lanžhot.
Swój pierwszy mecz na poziomie 1. ligi rozegrał 5 października 2019 z Fastavem Zlín, pojawiając się na boisku w 73. minucie za Dame Diopa, w domowym, wygranym 4:0 spotkaniu.
Kaloč strzelił debiutanckiego gola 24 kwietnia 2021 podczas wyjazdowego meczu 29. kolejki z Sigmą Ołomuniec. Była to bramka otwierająca wynik spotkania, które ostatecznie zakończyło się wynikiem 0:2.

## Kariera reprezentacyjna
W reprezentacji Czech do lat 18. zagrał w 8 meczach, strzelając 2 gole.
Jest kapitanem kadry do lat 21. Do 26 grudnia 2022 roku w tej kategorii wiekowej zagrał w 10 meczach, dwa razy zaliczając asystę.